# Ілюзія Вундта
Ілюзія Вундта — класична оптична ілюзія, вперше описана німецьким психологом В. Вундтом у XIX столітті.

Ілюзія Вундта

Суть ілюзії: на малюнку праворуч дві червоні вертикальні лінії є прямими, але для деяких спостерігачів вони можуть виглядати викривленими всередину. Спотворення виникає завдяки перетину цих прямих косими лініями, як в ілюзії Орбісона. Ілюзія Герінга створює подібний, але обернений ефект.
Іншим варіантом ілюзії Вундта є горизонтально-вертикальна ілюзія, яку Вундт описав 1858 року. Два відрізки, що перетинаються, рівні за довжиною, хоча при цьому вертикальний здається довшим від горизонтального приблизно на 30 %. Це стосується не тільки сприйняття зображень, але й навколишніх предметів.